# Henri Jacques Bource

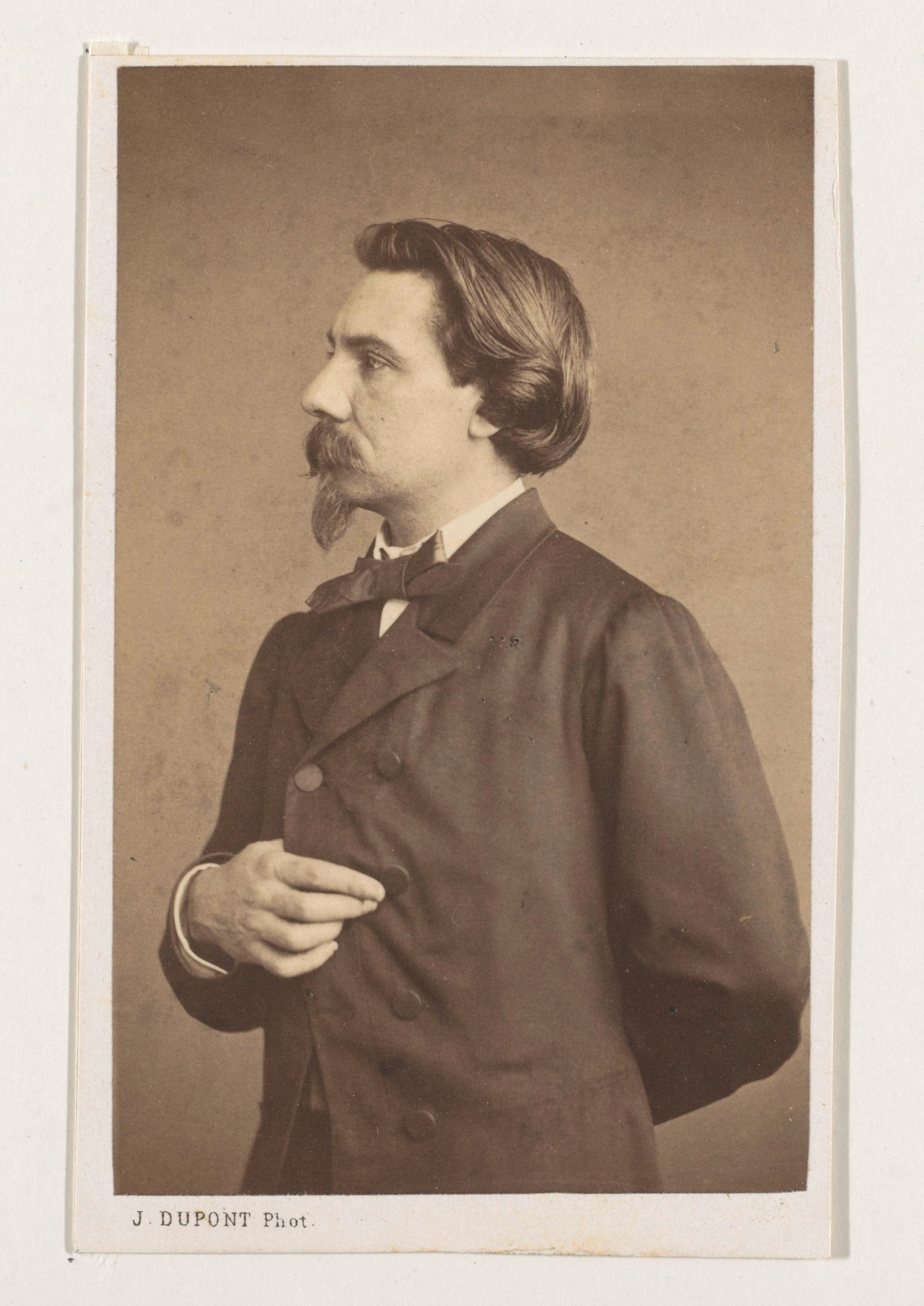
Henri Bource

Henri Jacques Bource (* 2. Dezember 1826 in Antwerpen; † 25. Oktober 1899 ebenda) war ein belgischer Porträt-, Genre- und Historienmaler.
Bource studierte an der Koninklijke Academie voor Schone Kunsten van Antwerpen bei Edward Dujardin, Josephus Laurentius Dyckmans und Gustave Wappers. Er setzte das Studium in Paris 1856 und 1857 im Atelier von Ary Scheffer fort.

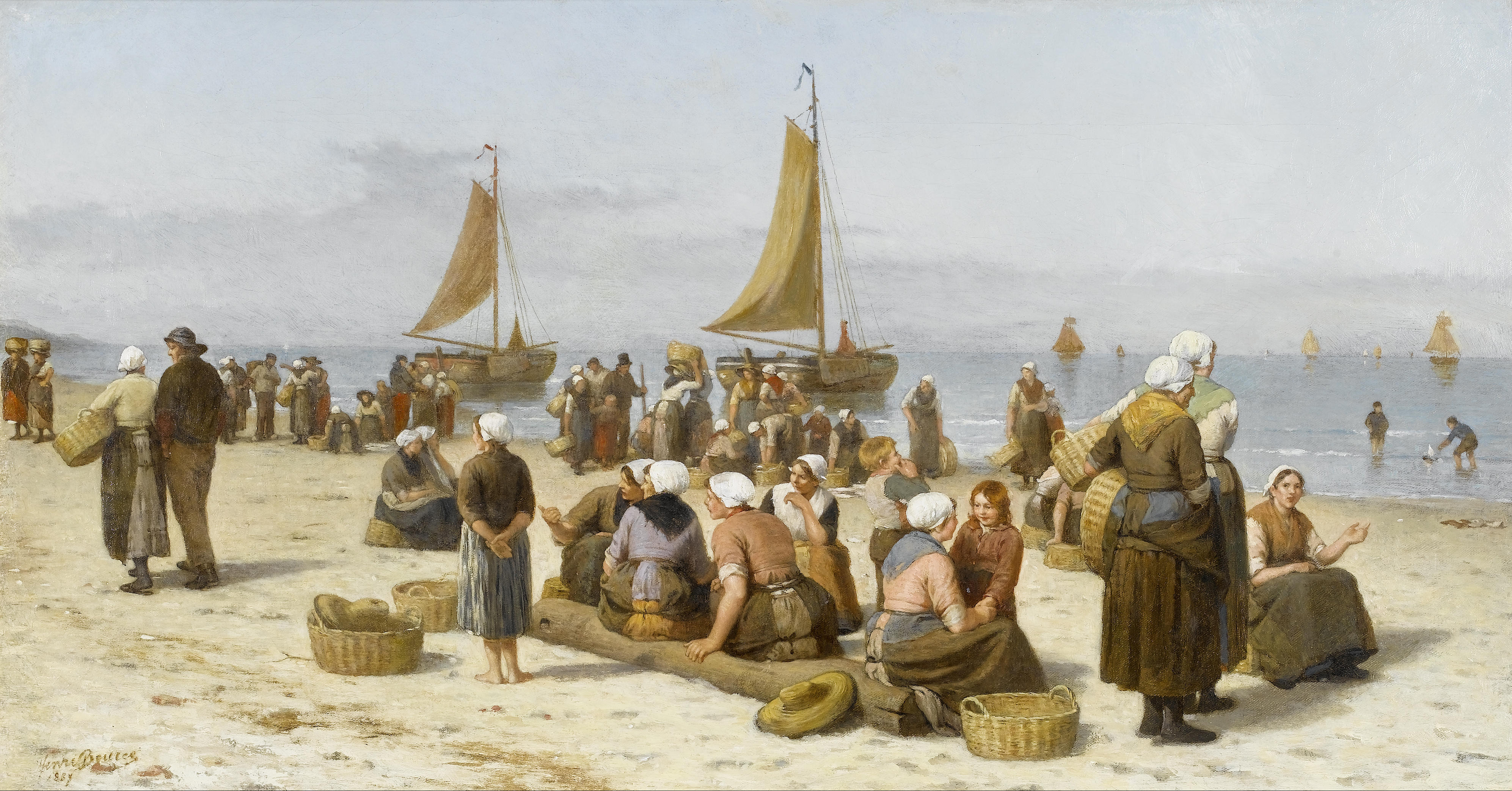
Heimkehr der Fischer

Zunächst malte er Porträts und Genreszenen mit historischen Themen. Ab den 1870er Jahren spezialisierte er sich auf Szenen vom Leben der Fischer von Scheveningen und ihrer Familien.
Er unternahm Studienreisen in die Schweiz, Norwegen, Schottland, Italien und Deutschland.
Er nahm an verschiedenen Ausstellungen teil. Er erhielt Medaillen in Den Haag (1857), Brüssel (1863) und Amsterdam (1868).